# Lalm
Lalm is een plaats in de Noorse gemeente Vågå, provincie Innlandet. Lalm telt 317 inwoners (2007) en heeft een oppervlakte van 0,4 km².